# Korea művészete

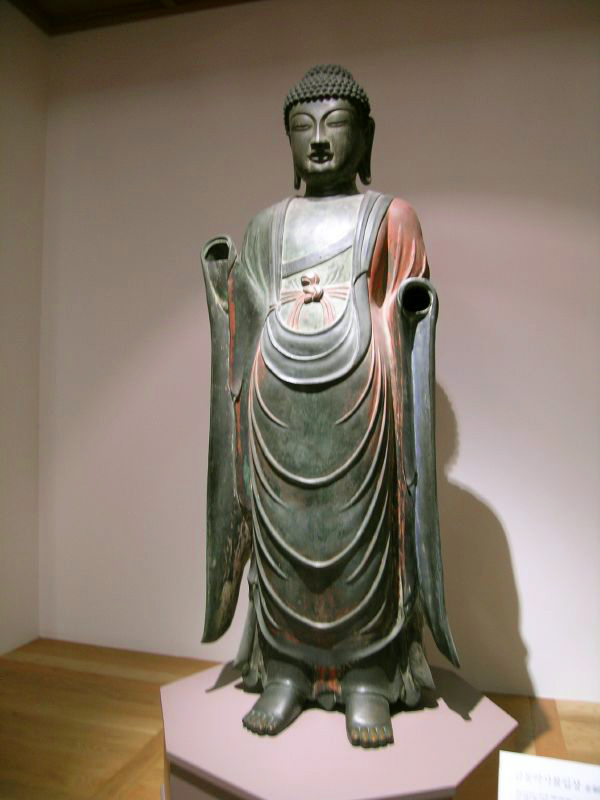
A Pengnjul templom aranyozott bronz Bhaisadzsjaguru szobra, 28. dél-koreai nemzeti kincs

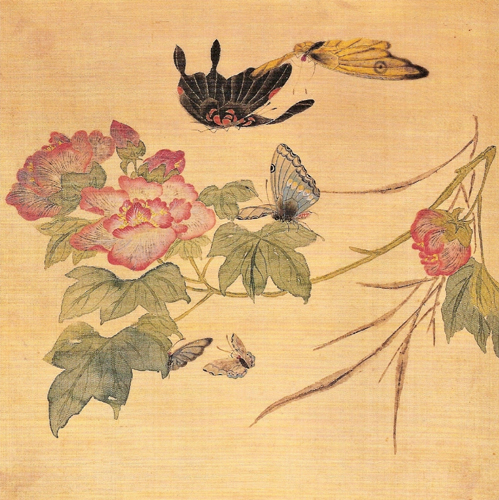
Nam Gjeu (남계우, 1811–1888) Hvadzsopto (화접도) című műve

A koreai művészetet régebben csupán Kína művészetének provinciális változataként tartották számon. Bár a művészetet Koreában valóban befolyásolta Kína, sajátos vonásokkal és eredeti értékekkel rendelkezik.
A történelem előtti időkből kőszerszámok, cserépedények kerültek elő, de ismeretesek dolmenszerű monolit építmények is. A területen a szkíták tárgyai is előkerültek.
A Kr. e. 1. században az őshonos koreai törzsek közé betelepültek a Han-dinasztia hódítói, magukkal hozva és elterjesztve saját kultúrájukat. A kínai kolóniák időszaka a 3. századig tartott. Legjelentősebb emlékei a Lo-lang kolónia területén talált sírok tárgyai és falfestményei.
A kínai kolóniákat a koreai törzsekből alakuló három fejedelemség hódította meg. Ez a Három Fejedelemség kora, a 4-7. század. Ekkor terjedt el a buddhizmus. Jelentősek a sírleletek, mint az anaki síré, melynek másolatát a Hopp Ferenc Kelet-ázsiai Művészeti Múzeum őrzi. A sír festményei a kínai festészet emlékei, de a csarnok oszlopos szerkezete és gerendás boltszerkezete már a koreai művészet későbbi jellegzetessége. Ez az építészeti forma jellemzi a következő korszakot, a Silla-fejedelemség alatt egyesült birodalom korszakát 668-tól 918-ig. A korszak kivételes emléke Szokkuram buddhista kápolnája, gránit domborművekkel, melyeken indiai hatás keveredik az egykorú kínai Tang-kor stílusával. A korban jelentős volt a bronz kisplasztika is, ezek főként sírokból kerültek elő. A pagodák szerkezeti megoldása bonyolultabbá vált.
A Korjo-birodalom (918-1392) ideje alatt Korea is szenvedett a Kínát meghódító mongoloktól. Ekkor terjedt el Koreában a zen-buddhizmus eszméje és művészete. Kínai szerkezetű csarnokok és míves kőpagodák épültek. A szobrászat emléke a Nonszan közelében emelt hatalmas Maitreja-szobor.
1392-ben a Csoszon-dinasztia meghonosította a konfucianizmust, a félsziget nevét Csoszonra változtatta. Uralkodóvá vált a hivatalnokok kultúrája, akik a tusfestést gyakorolták. Ennek korai mesterei Kang Hian (강희안, 1419-65) és  I Dzsong (이정, 1541-?), akik még a kínai szellemet képviselik. Csong Szon (정선, művésznevén Kjomdzse (겸재), 1676-1759) már a koreai táj sajátos hangulatát ragadta meg. Jelentős mesterek még Sin Jubok (신윤복, művésznevén Hjevon (혜원) 1758-1820 k.); Kim Duksin (김득신, művésznevén Kungdzse (긍재), 1754-1822); Kim Hongdo (김홍도, művésznevén Tanvon (단원), 1760-1820 k.). Kim Dzsonghi (김정희, művésznevén Vandang, 1786-1856) a kalligráfiából merített ihletet.
A 19. században a koreai művészet az elöregedett arisztokrácia dekadens életérzésének kifejezőjévé vált, megújulni képtelen volt. Az építészeti alkotások finom tagolásúak ugyan, de a falfestmények rikítóan tarkák. Ez a dekoratív művészetek tökéllyé fejlesztését segítette elő. Jelentős alkotások: Tokszu palota Szöulban, Szöul melletti királysírok, Szuvon kőfaragványai, népi jellegű faragott maszkok.
Korea művészete a japán megszállás alatt nem fejlődhetett. A félsziget kettéosztása a művészet terén is kényes kérdéseket vet fel. A demokratikus Dél kínai hatásra felélesztette népi hagyományait, megjelentek a kortárs irányzatok. Észak-Koreában a művészet a diktatúra céljainak van alárendelve.

## Ajánlott irodalom
- A. Eckhardt: A. History of Korean Art, London, 1929.
- E. McCune: The Arts of Korea, Tokyo, 1962.